# Palazzolo Acreide

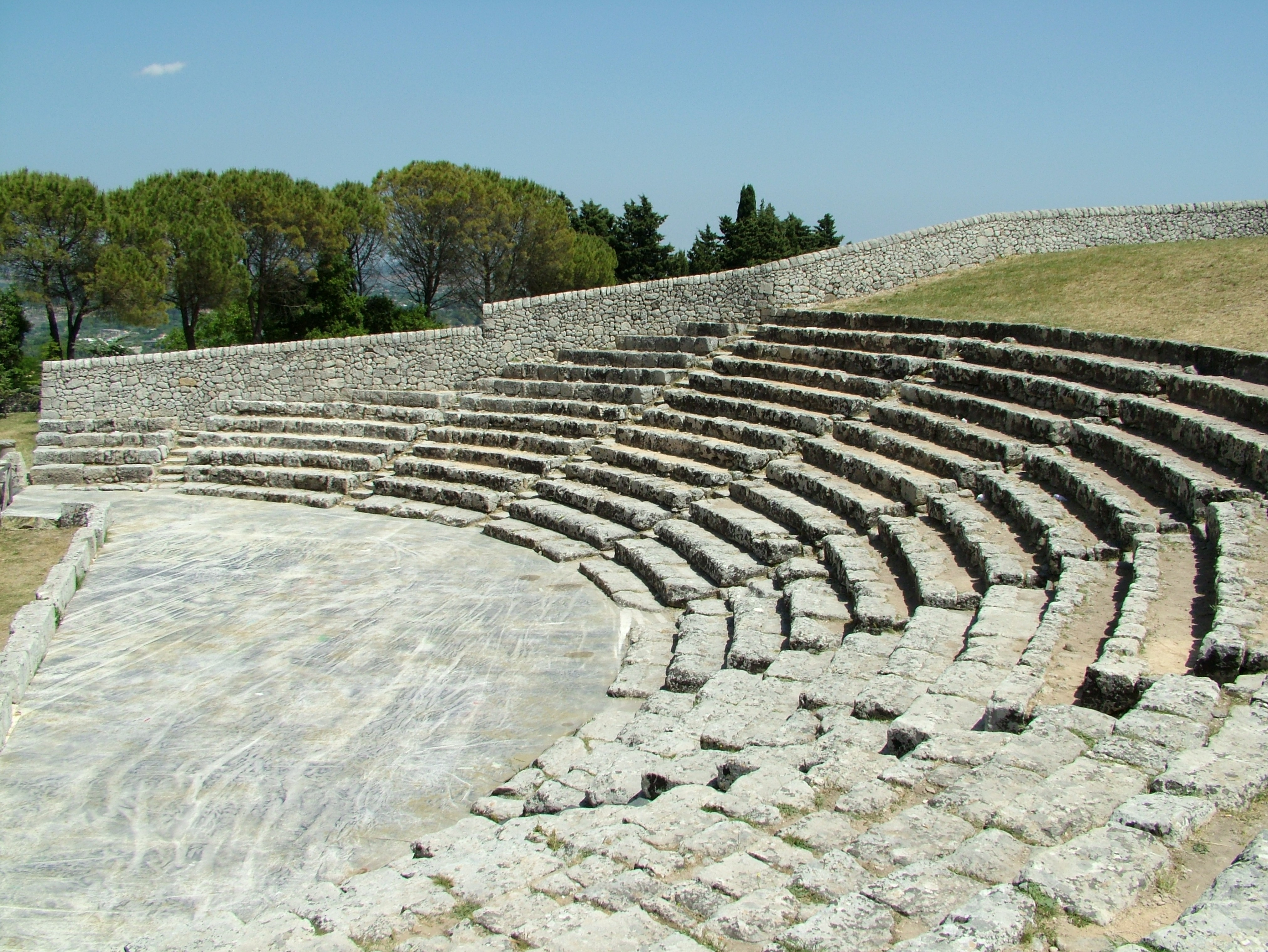
Teatr grecko-rzymski w Akrai

Palazzolo Acreide – miejscowość i gmina we Włoszech, w regionie Sycylia, w prowincji Syrakuzy.
Według danych na rok 2004 gminę zamieszkuje 9109 osób, 105,9 os./km².

## Akrai– starożytne miasto
Stanowisko archeologiczne Akrai (lub rzymskie Acrae) leży po zachodniej stronie współczesnego miasteczka Palazzolo Acreide na wypłaszczonym wzgórzu pasma Hybla, zwanym Acremonte.
Pierwsze pozostałości archeologiczne z tego terenu datuje się na ok. XII wiek przed Chr. i wiąże z osadnictwem plemienia Sykulów, jednego z trzech ludów zamieszkujących Sycylię przed kolonizacją grecką.
Zgodnie z przekazem Tukidydesa, grecka kolonia została założona ok. 664/663 r. przed Chr. przez osadników doryckich z Syrakuz. Ośrodek miejski, ze względu na strategiczne położenie, miał pełnić rolę strażnika terytoriów syrakuzańskich. Jak pisze Liwiusz, w trakcie II wojny punickiej w mieście miała schronić się syrakuzańska armia uciekająca przed Marcellusem.
W wyniku wygranych przez Rzym wojen punickich, najpierw w 241 roku przed Chr. zachodnia i centralna część Sycylii stały się rzymską posiadłością, a następnie kiedy upadły Syrakuzy w 212 roku przed Chr., południowo-wschodni skrawek wyspy został wchłonięty przez rzymską administrację.
Dla Akrai oznaczało to obowiązek płacenia trybutu na rzecz nowego administracyjnego zwierzchnika. Klaudiusz Ptolemeusz umieścił Akrai na stworzonej przez siebie mapie, co mogłoby świadczyć o tym, że miasto funkcjonowało jako jeden z ośrodków prowincji Sycylii w pierwszych wiekach po Chr. Antyczne miasto znane jest również z późnego antyku jako jeden z większych ośrodków wczesnochrześcijańskich na Sycylii.
Na terenie miasta odkryte i zlokalizowane zostały do tej pory typowe obiekty antycznej architektury miejskiej. Najstarsza budowla to dorycka świątynia dedykowana Afrodycie, założona w połowie VI wieku przed Chr., sto lat po ufundowaniu miasta. W Akrai znajduje się także niewielki teatr – wzniesiony w połowie III wieku przed Chr., pierwotnie w typie greckim, przebudowany w czasach rzymskich. Z tego samego okresu pochodzi również bouleuterion i thesmophorion.
W mieście znajdują się kamieniołomy, które z biegiem czasu, już od połowy III wieku przed Chr., zaczęto wykorzystywać jako nekropole. Jedynym z ciekawszych zabytków odkrytych w kamieniołomach w Akrai jest relief ze sceną libacji znaleziony na jednej ze ścian skalnych prowadzących do katakumb. Na terenie miasta odkryta została także główna droga przecinająca miasto po osi wschód-zachód.

## Historia badań[1]
Historia odkrycia antycznego miasta rozpoczyna się w czasach nowożytnych. Pozostałości na wzgórzu Acremonte zostały zidentyfikowane jako Akrai już w XV wieku przez mnicha Tomasso Fazello. Pierwsze badania na stanowisku zostały przeprowadzone już w XIX wieku, kiedy to sycylijski baron, Gabriele Judica częściowo odsłonił grecko-rzymski teatr i podjął prace nad nekropolami. Zabytki miejskie zostały opisane przez niemieckiego badacza Juliusa Schubringa. Kolejnym ważnym krokiem w historii odkrywania Akrai były badania prowadzone przez ojca archeologii sycylijskiej Paolo Orsi na przełomie XIX i XX wieku. Pierwszymi systematycznymi badaniami kierował Luigi Bernabò Brea w latach 50. XX wieku. Następnie w latach 70. badania podjęte zostały przez Giuseppe Voza, zaś w latach 90. przez Marię Musumeci czy Lorenzo Guzzardi.
Jak do tej pory w polu zainteresowania badaczy znajdowały się przede wszystkim budowle użyteczności publicznej – teatr, świątynia Afrodyty, agora, bouleuterion i thesmophorion. Mimo wstępnego rozpoznania topografii miasta, nie zostały podjęte badania dzielnic mieszkalnych zajmujących większą część stanowiska. Dopiero w ostatnich latach (2009-2017), za sprawą międzynarodowej misji archeologicznej prowadzonej przez dr hab. Roksanę Chowaniec (Instytut Archeologii Uniwersytetu Warszawskiego) pojawiła się możliwość przebadania i opracowania architektury mieszkalnej na stanowisku Akrai.

## Polskie badania wAkrai
Rozpoznanie archeologiczne w obrębie starożytnego miasta Akrai prowadzili specjaliści z Instytutu Archeologii Uniwersytetu Warszawskiego podczas pierwszego sezonu badań w roku 2009.

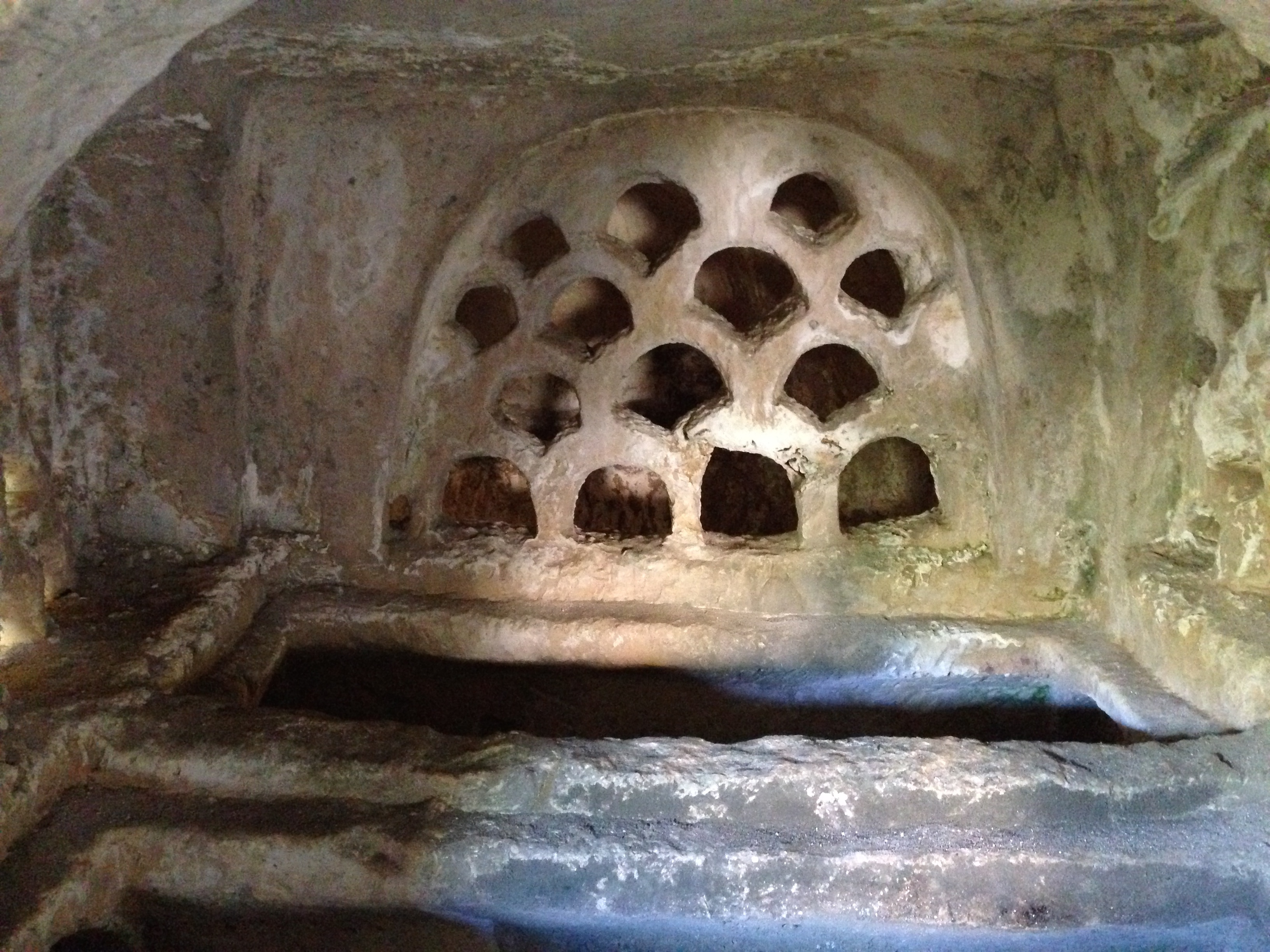
Katakumby w Akrai (późny antyk)

Przeprowadzono prace geodezyjne, dzięki którym archeolodzy dokładnie zlokalizowali na mapie widoczne pozostałości dawnego Akrai, w tym dorycką świątynię Afrodyty, teatr, buleuterion, fragmenty agory i kamieniołomy z katakumbami. Wykonano także pomiary geomagnetyczne, które miały pomóc uchwycić pozostałości budowli ukrytych pod ziemią. Ponadto wykonano zdjęcia z powietrza. Archeolodzy przeprowadzili też wokół stanowiska badania powierzchniowe, polegające na poszukiwaniu na powierzchni ziemi uprawnej szczątków ceramiki i innych obiektów zabytkowych.
Podczas kolejnych sezonów prac badawczych (2010-2017) przeprowadzano metodyczne wykopaliska, w trakcie których odsłonięto struktury domów grecko-rzymskich i liczne obiekty kultury materialnej. Międzynarodowy zespół specjalistów bada i opracowuje odkryte na terenie stanowiska zabytki: monety, ceramikę, obiekty metalowe, kamienne i szklane. Multidyscyplinarne badania angażują również metody archeometryczne, wśród których należy wymienić analizy archeobotaniczne, lipidowe, izotopowe czy petrograficzne. Specjalistyczne metody służą rekonstrukcji antycznego krajobrazu oraz diety mieszkańców miasta w starożytności. Wyniki badań są publikowane regularnie pod postacią monografii oraz licznych czasopismach naukowych przez członków ekspedycji.